# Энтомологическое оружие
Энтомологическое оружие — вид биологического оружия, который использует насекомых для атаки противника. Идея такого использования существовала много столетий, но лишь в 20 столетии начала активно использоваться для создания эффективного оружия. В частности такое оружие эффективно использовалось Японией, а несколько других стран разрабатывали или были обвинены в разработке различных видов энтомологического оружия.

## Описание
Фактически существуют три вида энтомологического оружия:
- первый вид предусматривает заражение насекомых патогеном и распыление их над районом назначения[3]; эти насекомые действуют в качестве акторов, заражая людей и животных, которых они способны укусить;
- второй тип энтомологического оружия использует насекомых для прямого уничтожения сельскохозяйственных культур; в этом случае насекомых не обязательно инфицируют, но они должны представлять угрозу для сельского хозяйства[3];
- третий тип привлекает незараженных насекомых, таких как пчелы или осы, для непосредственного нападения на противника[2].

## История энтомологического оружия
Энтомологическое оружие не является новой идеей, есть версия, что одним из первых случаев его применения была эпидемия чумы в 14 веке в Малой Азии, которая вскоре привела к смерти 30-60 % населения Европы и стала известна как «Чёрная смерть». Эта эпидемия, вероятно, впервые попала в Европу в результате биологической атаки с помощью блох — переносчиков чумы из крымского города Каффа (теперь Феодосия)..
Согласно Джеффри Локвуду, автора работы «Шестиногие солдаты», самым ранним использованием насекомых в качестве оружия, вероятно, было использование пчел древними людьми. Пчел и их гнезда кидали в пещеры и другие укрытия, чтобы заставить противника выйти на открытое пространство. Локвуд также предположил, что Ковчег Завета мог быть смертельным из-за того, что он вмещал ядовитых блох.
Во времена Гражданской войны в США Конфедерация обвиняла Союз в предумышленной интродукции клопа-арлекина на Юг.. Эти обвинения никогда не были доказаны и остается большая вероятность того, что эти насекомые попали на Юг другим путём..

## Вторая мировая война

### Япония
Япония была единственной страной, которая не только разрабатывала, но и в широких масштабах использовала энтомологическое оружие на протяжении войны, почти исключительно на территории Китая. Отряд 731, известный японский отряд биологической войны, использовал заражённых чумой блох и мух — переносчиков холеры для заражения населения Китая. Японские военные распространяли этих насекомых, сбрасывая с самолетов на низкой высоте бомбы, которые были заполнены этими насекомыми. Волна эпидемий, которая возникла в результате этих действий, привела к гибели от 440 тыс. до 500 тыс. китайцев.

### Германия
Известно, что нацистская Германия на протяжении войны изучала возможности ведения энтомологической войны. Главной целью германских программ было массовое производство и распространение на территории противника колорадского жука (Lepinotarsa decemlineata), направленное на уничтожение источников питания противника. Этот жук впервые попал в Германию в 1914 году как вид, привезенный из Южной Америки. Нет никаких данных, которые указывали на действительное использование колорадского жука в качестве оружия любой страны, но известно о работах по созданию такого оружия в Германии.
В частности, Германия проводила испытания колорадского жука на юге от Франкфурта-на-Майне, где было выпущено 54 тыс. жуков. В 1944 году началось заражение полей Германии, но его источник остается неизвестным, что привело к возникновению многочисленных гипотез. Например, выдвигались предположения, что это могло быть атакой союзников, неудачным тестированием немцев или природной флуктуацией.